# Pile à combustible réversible
 (mai 2023).
Si vous disposez d'ouvrages ou d'articles de référence ou si vous connaissez des sites web de qualité traitant du thème abordé ici, merci de compléter l'article en donnant les références utiles à sa vérifiabilité et en les liant à la section « Notes et références ».
Une pile à combustible réversible est une pile à combustible conçue pour :
- consommer un réactant chimique A, afin de produire de l'électricité et un composé chimique chimique B
- et également pour consommer de l'électricité et le produit chimique (devenu donc réactant) B, afin de produire A.

Par exemple une pile à hydrogène consomme de l'hydrogène (H2) et de l'oxygène (O2) et produit de l'électricité et de l'eau (H2O) ; une pile à hydrogène réversible doit également pouvoir consommer de l'électricité et de l'eau afin de produire de l'hydrogène et de l'oxygène.
Par définition, le procédé de n'importe quelle pile à combustible est réversible. Cependant, un appareil donné est habituellement optimisé pour fonctionner dans un sens, et n'est pas forcément fabriqué pour être réversible. Les piles à combustible fonctionnant dans ce mode inverse ne sont généralement pas très efficaces, et ne conviennent donc pas pour le stockage d'énergie à petite et moyenne échelle. La plupart des piles à combustible fonctionnant en mode réversible sont donc vendues principalement à titre expérimental ou de démonstration.